# Weltevreden
Weltevreden (niederländisch für „Wohlzufrieden“) war eine als Wohnort von Europäern bevorzugte Vorstadt von Batavia (heute Jakarta, Indonesien) zur Zeit der niederländischen Kolonialherrschaft, die damals etwa 12 km südöstlich des Stadtkerns lag.
Das für die Gesundheit von Europäern klimatisch erheblich günstiger als das alte Batavia gelegene Weltevreden wurde ab Anfang des 19. Jahrhunderts zum Zentrum der niederländischen Kolonialherrschaft in der Region. In dieser Zeit wurde auch das Laboratorium voor Pathologie Anatomie en Bacteriologie und die Doktor Djava School aufgebaut, wodurch das Gesundheitswesen verbessert werden sollte. In Weltevreden entdeckten 1897 Christiaan Eijkman und sein Assistent Gerrit Grijns den Vitamin-B1-Mangel als Ursache der Krankheit Beriberi.
Mittelpunkte der Vorstadt waren die Plätze Waterloo Plein (heute Lapangan Benteng) und Konings Plein (heute Medan Merdeka). In Weltevreden wurde 1821 das Theater Schouwburg Weltevreden errichtet, das 1987 renoviert wurde und heute als Kulturzentrum Gedung Kesenian Jakarta genutzt wird.